# Live in the Lou/Bassassins
Albums de Story of the Year
Page Avenue
(2003) In The Wake Of Determination
(2005)
Live in the Lou/Bassassins est le premier CD+DVD de Story of the Year. Il est sorti le 10 mai 2005.
Le CD est un ensemble de chansons en live de deux concerts dans leur ville natale de St. Louis, au théâtre Pageant en novembre 2004.
Le DVD contient les lives des pistes audio et de divers extrait du groupe sur la route.

## Listes des pistes du CD
1. And The Hero Will Drown (Live)
2. Divide And Conquer (Live)
3. Dive Right In (Live)
4. Anthem Of Our Dying Day (Live)
5. Page Avenue (Live)
6. Falling Down" [feat. Matt Shelton] (Live)
7. Burning Years (Live)
8. The Heart Of Polka Is Still Beating (Live)
9. Sidewalks (Live)
10. Swallow The Knife" [Instrumental] (Live)
11. Until The Day I Die (Live)
12. In The Shadows (Live)

## DVD contenu
- Live des pistes audio
- Antehm Of Our Dyinf Day (Clip)
- Sidewalks (Clip)
- The making of Sidewalks
- Until The Day I Die (Clip)
- Sidewalks (Court métrage)
- AOL sessions
- Bassassins

## Membres
- Dan Marsala - Chant
- Ryan Phillips - Guitare
- Philip Sneed - Guitare
- Adam Russell - Basse
- Josh Wills - Batterie